# Andrena burkelli
Andrena burkelli là một loài Hymenoptera trong họ Andrenidae. Loài này được Bingham mô tả khoa học năm 1908.